# 藏叶南川鼠尾草
藏叶南川鼠尾草（学名：Salvia nanchuanensis var. pteridifolia）为唇形科鼠尾草属下的一个变种。

## 扩展阅读
- 維基物種上的相關：藏叶南川鼠尾草